# New Jersey Transit
New Jersey Transit Corporation (normalt kaldet New Jersey Transit, NJ Transit eller NJT) er et offentlig transportselskab (busser, letbaner og tog), dækkende hele den amerikanske delstat New Jersey, samt Manhattan i New York City, Orange County og Rockland County i delstaten New York.
Selskabet betjener et areal på 13.790 km², hvilket gør det til USA's største delstatsdækkende offentlig transportsystem samt til USA's tredjestørste leverandør af transport via bus, jernbane og letbane målt på antal passagerer.
New Jersey Transit fungerer også som indkøbskontor for mange private operatører i New Jersey, som modtager materiel (primært busser) fra NJT til brug på ruter i delstaten, som ikke er kontrolleret af NJT.